# Huisseau-sur-Mauves
Huisseau-sur-Mauves là một xã trong tỉnh Loiret, vùng Centre-Val de Loire bắc trung bộ nước Pháp. Xã này nằm ở khu vực có độ cao từ 95-121 mét trên mực nước biển.